# Potamogeton ogdenii
Potamogeton ogdenii är en nateväxtart som beskrevs av Carl Barre Hellquist och R.L. Hilton. Potamogeton ogdenii ingår i släktet natar, och familjen nateväxter. Inga underarter finns listade.